# H.N. Werkmanbrug
De H.N. Werkmanbrug, in de Groninger volksmond beter bekend als de Museumbrug, is een basculebrug in de stad Groningen. De brug heeft een doorvaartwijdte van 14.00 m en een hoogte in gesloten stand van KP 3.00 m. De brug vormt sinds 1994, na de opening van het nieuwe Groninger Museum, een rechtstreekse verbinding tussen het Hoofdstation en de Groninger binnenstad. Naamgever is de Groningse drukker en kunstenaar Hendrik Nicolaas Werkman.
De brug overspant het Verbindingskanaal tussen het Hoofdstation en de Ubbo Emmiussingel en omvat de basculebrug tussen Stationsweg en Groninger Museum, het museumeiland boven het museum zelf met de 'totem van Mendini' (verticale plattegrond van het museum) en de vaste brug tussen het museum en de Ubbo Emmiussingel. Voor de aanleg van de brug moesten reizigers die vanaf het station per voet of fiets de binnenstad wilden bereiken, gebruik maken van de Herebrug of de Emmabrug. Sinds de ingebruikname van de brug is de Folkingestraat, die precies in het verlengde van de brug ligt, opgebloeid. Ze noemt zich de gezelligste winkelstraat van Groningen. Deze winkelstraat, die voor de oorlog het centrum vormde van de Joodse buurt in de stad Groningen, was na de oorlog steeds meer in verval geraakt.
Hoewel de brug vaak Museumbrug wordt genoemd, dient ze te worden onderscheiden van de officieel bestaande Groningse Museumbrug die de Westerkade en winkelgebied Westerhaven verbindt met de Praediniussingel. Tot 1994 was daar het Groninger Museum gevestigd.

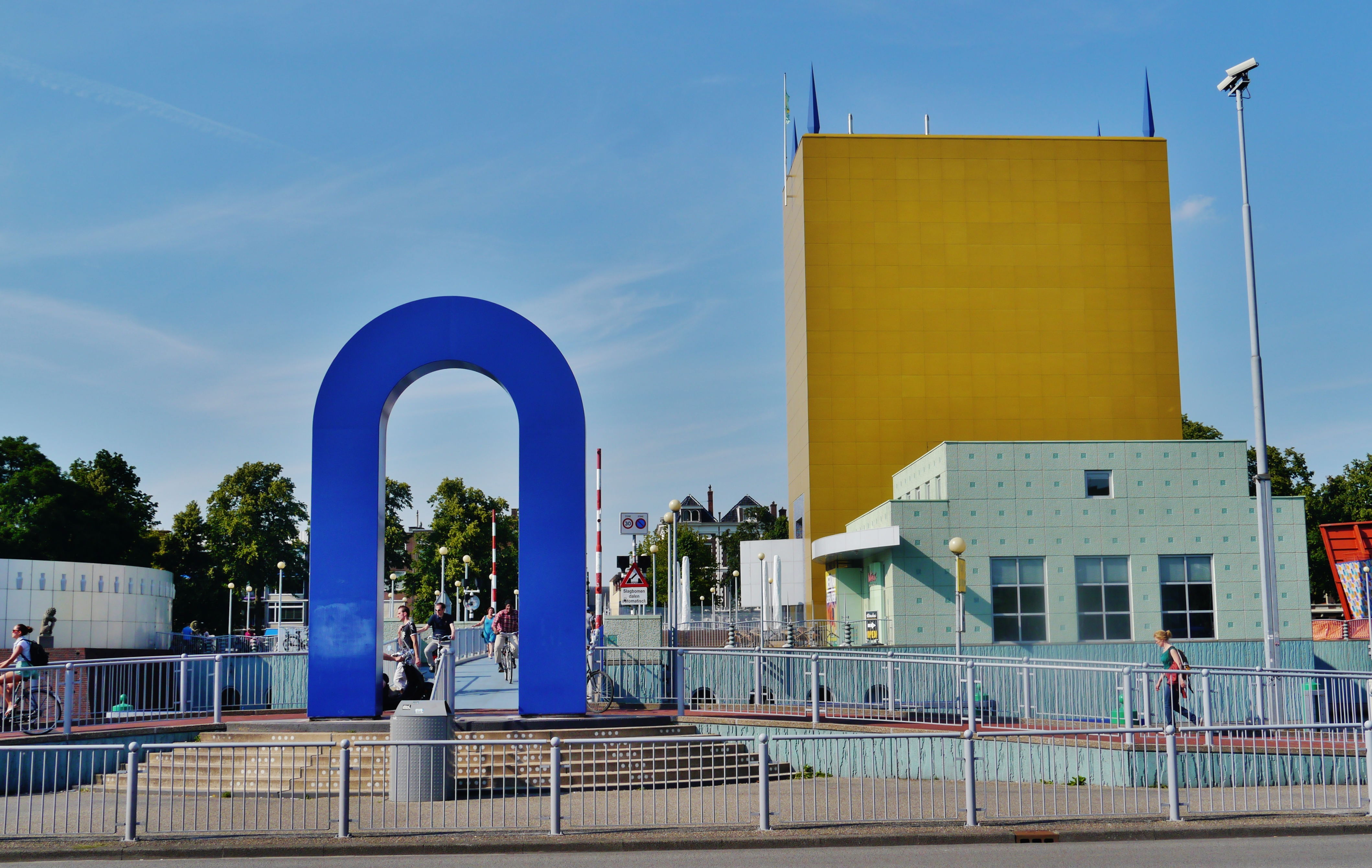
Toegang tot de brug vanaf de Stationsweg
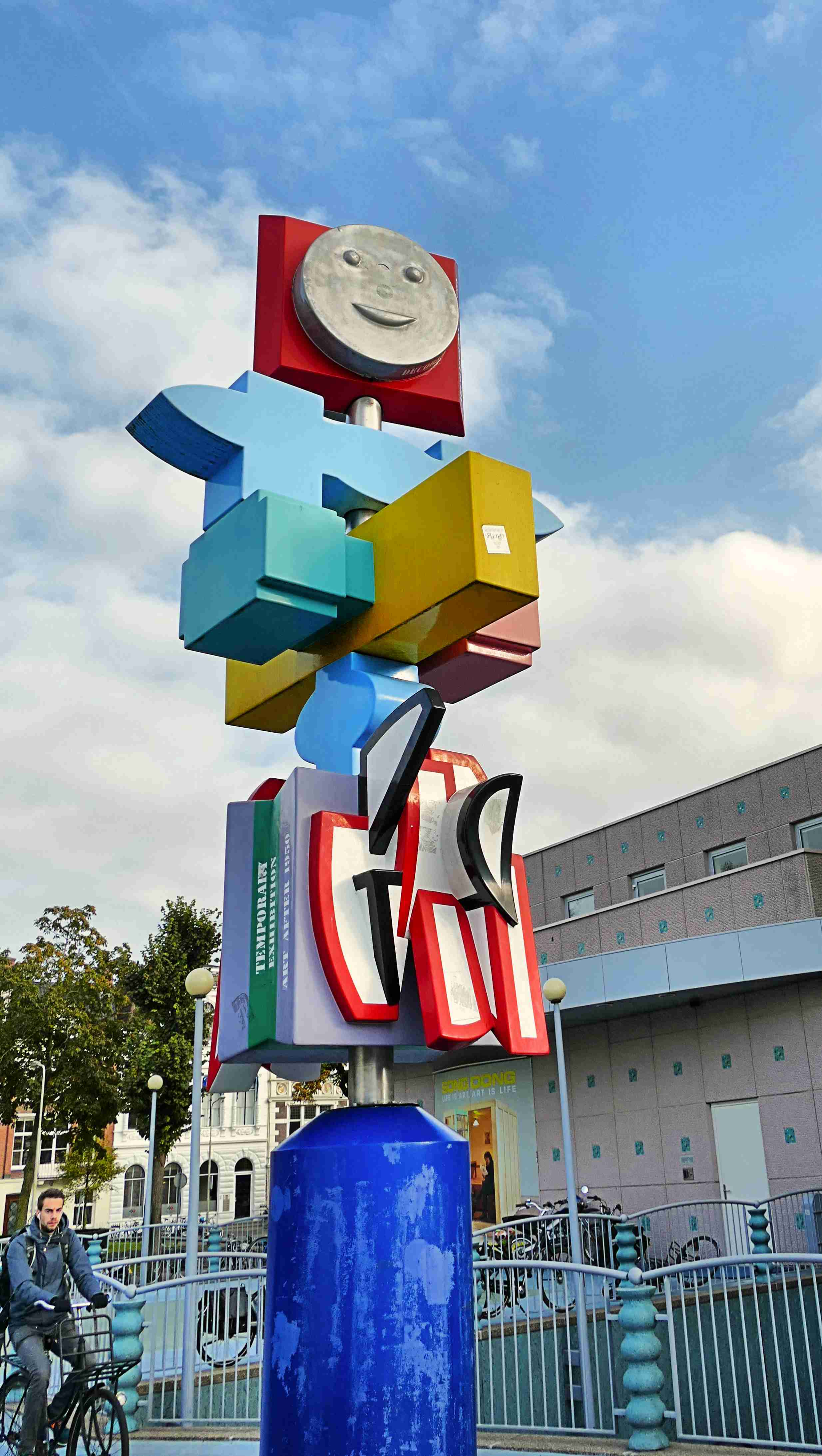
De 'totem van Mendini' midden op de brug, die de plattegrond van het museum verbeeldt
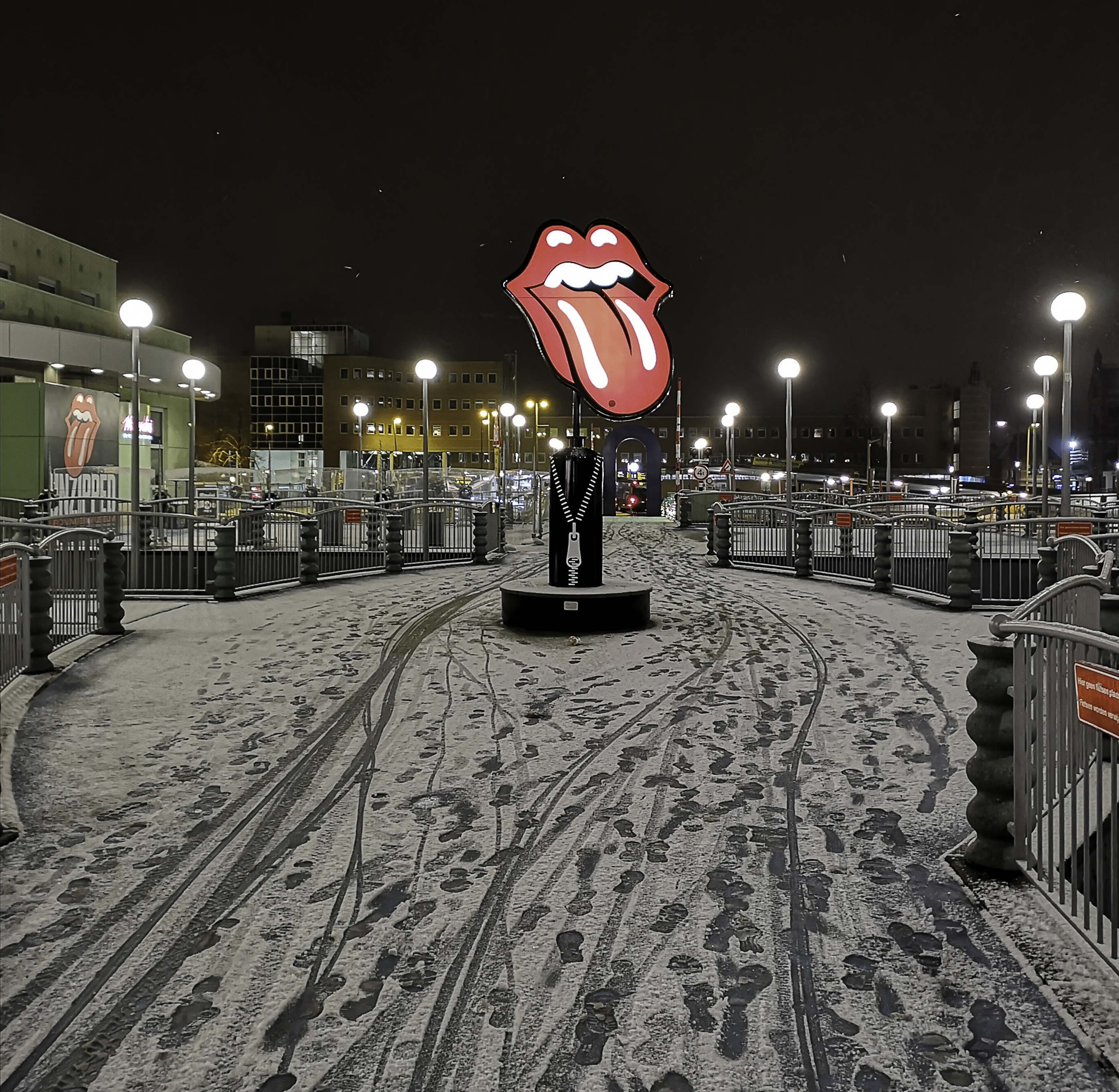
Tijdelijke invulling van de totem van Mendini met het logo van de tentoonstelling 'The Rolling Stones - Unzipped' begin 2021